# Centaurea pontica
Centaurea pontica là một loài thực vật có hoa trong họ Cúc. Loài này được Prodan & Nyár. mô tả khoa học đầu tiên năm 1930.